# Ferrières-sur-Ariège
Ferrières-sur-Ariège ist eine südfranzösische Gemeinde mit 775 Einwohnern (Stand: 1. Januar 2022) im Département Ariège in der Region Okzitanien (vor 2016 Midi-Pyrénées); sie gehört zum Arrondissement Foix und ist Mitglied im Gemeindeverband L’Agglo Foix-Varilhes. Die Einwohner werden Ferriérois und Ferriéroises genannt.

## Geografie

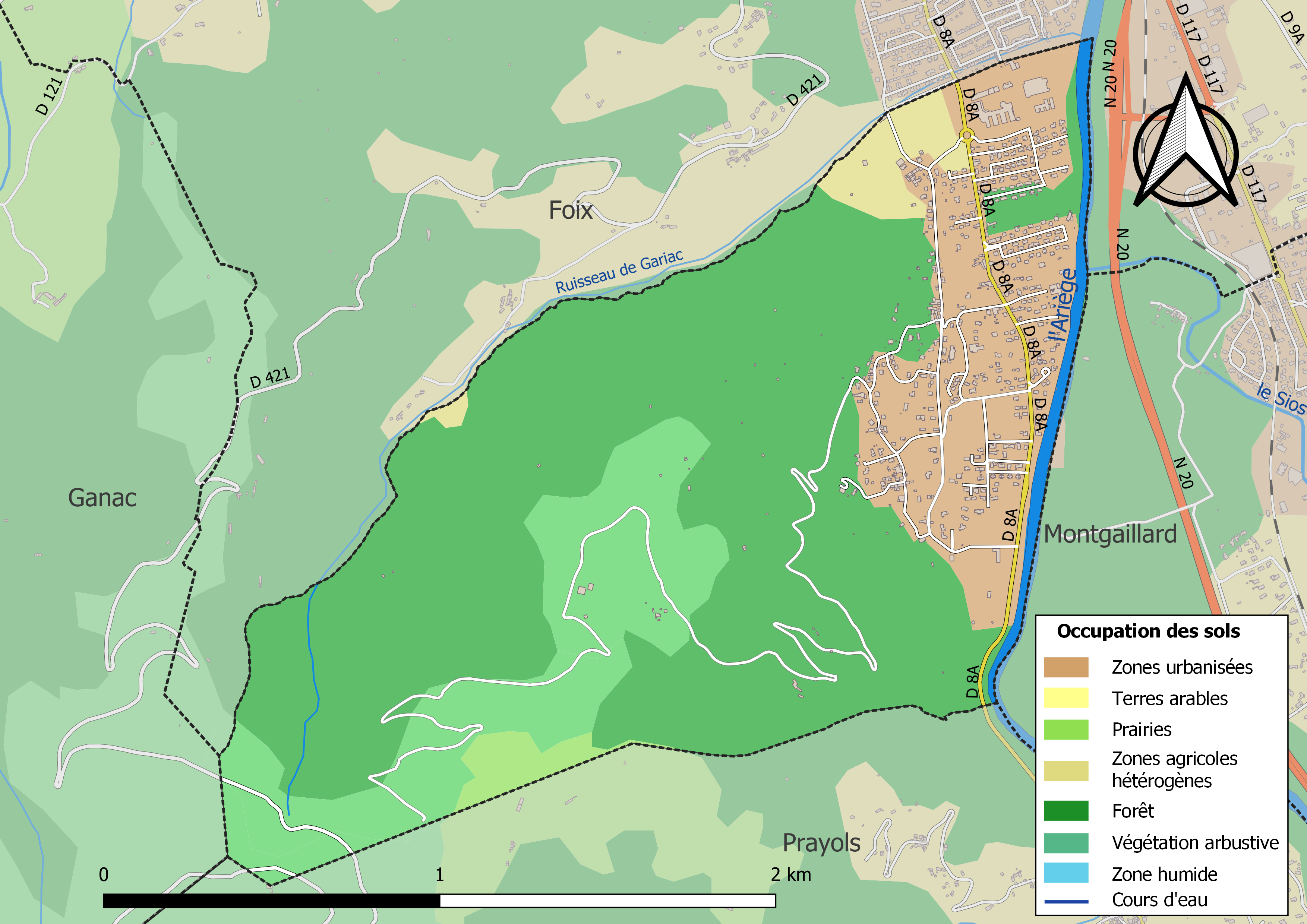
Bodennutzung und Infrastruktur der Gemeinde

Die Gemeinde ist historisch und kulturell Teil des Pays de Foix und liegt unmittelbar angrenzend südsüdöstlich von Foix sowie etwa 72 Kilometer südlich von Toulouse südlich des Plantaurel-Massivs. Ferrières-sur-Ariège befindet sich im Einzugsgebiet der Garonne an der Ariège und wird außerdem vom Sios und vom Ruisseau de Gariac entwässert. Das Gemeindegebiet ist Teil des Regionalen Naturpark Pyrénées Ariégeoises, des Natura 2000-Schutzgebiets „Garonne, Ariège, Hers, Salat, Pique et Neste“, das hauptsächlich der Fischwanderung gewidmet ist, und von vier ZNIEFF-Naturgebieten. Über drei Viertel der Fläche der Gemeinde sind bewaldet oder naturbelassen, knapp 20 % sind urbanisiert.
Umgeben wird Ferrières-sur-Ariège von den Nachbargemeinden Foix im Norden und Westen, Montgailhard im Osten, Prayols im Süden sowie Ganac im Westen.

## Bevölkerungsentwicklung
| Jahr                       | 1962 | 1968 | 1975 | 1982 | 1990 | 1999 | 2006 | 2013 | 2020 |
| -------------------------- | ---- | ---- | ---- | ---- | ---- | ---- | ---- | ---- | ---- |
| Einwohner                  | 181  | 301  | 482  | 574  | 660  | 705  | 785  | 851  | 749  |
| Quellen: Cassini und INSEE |      |      |      |      |      |      |      |      |      |

## Sehenswürdigkeiten
- Kirche Sainte-Eulalie